# محمد داوود ياسين
محمد داوود ياسين لاعب كرة قدم عراقي، ولد يوم 22 تشرين الثاني 2000 في بغداد. يلعب حالياً مع نادي الشرطةفي الدوري العراقي الممتاز. وهو لاعب في منتخب العراق.

## بداياته
ولد محمد داوود في منطقة الزعفرانية في العاصمة بغداد، كانت بدايته من الملاعب الصغيرة في الحي والبطولات المدرسية.
في 2016 استدعاه لمنتخب الناشئين (الأشبال) المدرب قحطان جثير بعد ان حضر إحدى مباريات فريق الخطوط وهو نادي بدوري الدرجة الأولى كان يلعب محمد في صفوفه.
فاز محمد داوود بجائزتي أفضل لاعب وهداف في بطولة كأس اسيا للناشئين تحت ال16 عام التي اقيمت في الهند، بعد تسجيله ل6 اهداف ثلاثة منها على اليابان.
في عام 2017 صنفته صحيفة 'الغارديان' البريطانية بأنه العربي الوحيد بين 60 لاعبا ناشئا يشكلون مستقبل كرة القدم في العالم.
يعد من ابرز مهاجمين الدوري العراقي الممتاز وهداف نادي النفط لاكثر من موسم.
على المستوى الدولى لعب محمد داوود أول مباراة دولية امام منتخب فيتنام في كأس آسيا 2019 .

## روابط أضافية
- هذه المقالة غير مرتبط بويكي بيانات